# Międzyzdroje (gmina)
Międzyzdroje – gmina miejsko-wiejska położona jest w północno-zachodniej części województwa zachodniopomorskiego, w powiecie kamieńskim. Siedzibą gminy jest miasto Międzyzdroje. Została utworzona w 1984 roku.
Według danych z 30 czerwca 2009 roku, gmina miała 6570 mieszkańców.
Miejsce w województwie (na 114 gmin):

powierzchnia 87., ludność 58.

## Położenie

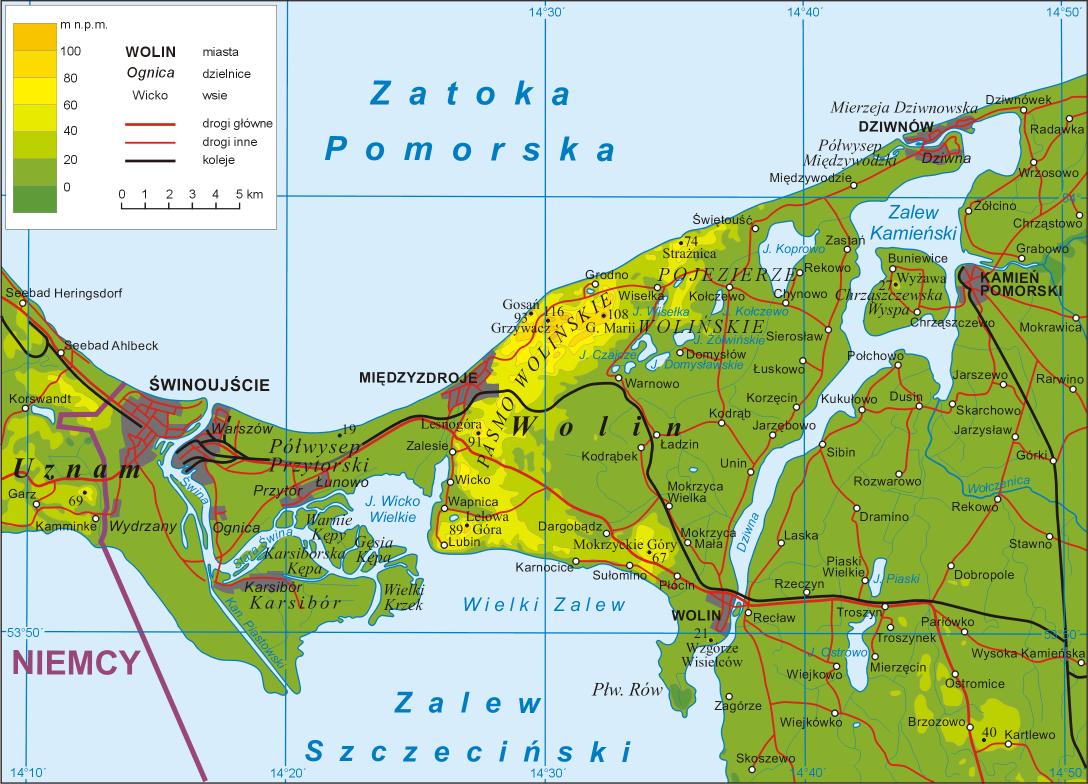
Mapa wyspy Wolin z zaznaczonymi Międzyzdrojami

Gmina znajduje się w północno-zachodniej części województwa zachodniopomorskiego, w zachodniej części powiatu kamieńskiego.
Według danych z 1 stycznia 2009 powierzchnia gminy wynosi 109,88 km². Gmina stanowi 11,6% powierzchni powiatu.
Sąsiednie gminy:
- Świnoujście (miasto na prawach powiatu)
- Wolin (powiat kamieński)
- Stepnica (powiat goleniowski) – poprzez Zalew Szczeciński

Od 1945 r. obszar gminy leżał w granicach Polski, początkowo w Okręgu Pomorze Zachodnie, w latach 1946–1975 w tzw. dużym województwie szczecińskim, a w latach 1975–1998 w tzw. małym województwie szczecińskim.

## Demografia
Dane z 30 czerwca 2004:
| Opis                              | Ogółem | Ogółem | Kobiety | Kobiety | Mężczyźni | Mężczyźni |
| --------------------------------- | ------ | ------ | ------- | ------- | --------- | --------- |
| jednostka                         | osób   | %      | osób    | %       | osób      | %         |
| populacja                         | 6507   | 100    | 3391    | 52,1    | 3116      | 47,9      |
| gęstość zaludnienia (mieszk./km²) | 55,5   | 55,5   | 28,9    | 28,9    | 26,6      | 26,6      |

Gminę zamieszkuje 13,6% ludności powiatu.

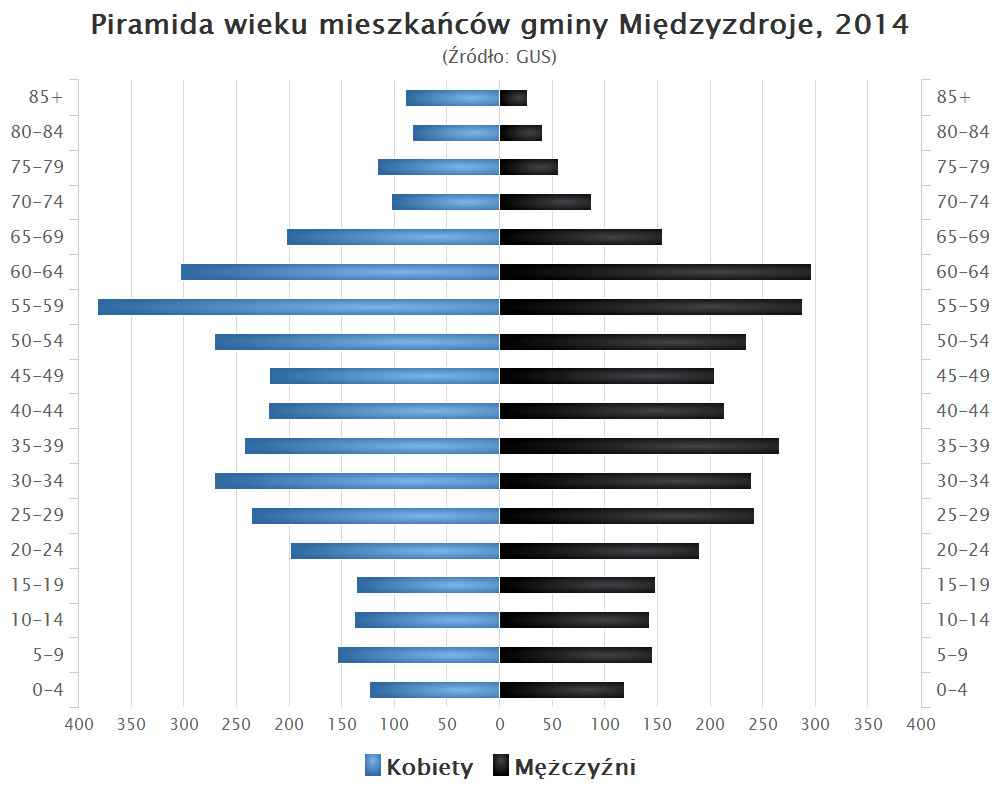
Piramida wieku mieszkańców gminy Międzyzdroje w 2014 roku

## Historia
W latach 1973–1984 obszar obecnej gminy stanowił część miasta Świnoujścia.

## Przyroda i turystyka
Gmina leży na Wyspie Wolin nad Morzem Bałtyckim, terytorium obejmuje także fragment Zalewu Szczecińskiego i część zatoki Zalewu – jezioro Wicko Wielkie. Całą zachodnią część gminy zajmuje Woliński Park Narodowy, na terenie którego znajduje się kilka rezerwatów, m.in. żubrów i klif morski, dochodzący do 116 m n.p.m. wzgórze Grzywacz. Przez gminę prowadzi kilka szlaków turystycznych: niebieski Międzyzdroje – Lubin – Wolin, zielony do Kołczewa i czerwony E9 Szlak Nadmorski wzdłuż polskiego wybrzeża. Tereny leśne zajmują 42% powierzchni gminy, a użytki rolne 3%.
Na terenie gminy znajduje się wzgórze Kikut, na którym znajduje się latarnia morska Kikut.

## Komunikacja
Przez gminę prowadzi droga krajowa nr 3 łącząca Międzyzdroje ze Świnoujściem (12 km) i Wolinem (14 km) oraz droga wojewódzka nr 102 przez Wisełkę (10 km) i Dziwnów (25 km) do Kamienia Pomorskiego (38 km).
Międzyzdroje uzyskały połączenie kolejowe w 1899 r. po wybudowaniu odcinka z Wolina Pomorskiego, rok później linię przedłużono do Świnoujścia. W 1979 r. zelektryfikowano odcinek Szczecin Gł. – Goleniów, a rok później pozostałą część. Obecnie w gminie czynne są 2 stacje: Międzyzdroje i Lubiewo.
W gminie czynny jest 1 urząd pocztowy: Międzyzdroje (nr 72-500).
Do Międzyzdrojów ze Świnoujścia kursuje podmiejska linia nr 10 obsługiwana przez świnoujskie przedsiębiorstwo „Komunikacja Autobusowa” sp. z o.o. Na terenie Międzyzdrojów, trasa autobusu wiedzie ulicami: Wolińską, Nowomyśliwską, Polną, Gryfa Pomorskiego i Kolejową do pętli przy dworcu PKP.

## Administracja
W 2016 r. wykonane wydatki budżetu gminy Międzyzdroje wynosiły 46,1 mln zł, a dochody budżetu 52,8 mln zł. Zobowiązania samorządu (dług publiczny) według stanu na koniec 2016 r. wynosiły 16,3 mln zł, co stanowiło 30,9% poziomu dochodów.
Gmina Międzyzdroje utworzyła 3 jednostki pomocnicze gminy – sołectwa: „Lubin”, „Wapnica” i „Wicko”.
Gmina Międzyzdroje jest obszarem właściwości Sądu Rejonowego w Świnoujściu i Sądu Okręgowego w Szczecinie. Ponadto jest obszarem właściwości miejscowej Samorządowego Kolegium Odwoławczego w Szczecinie.

## Miejscowości
MiastoMiędzyzdroje
WsieLubin, Wapnica, Wicko
OsadyBiała Góra, Grodno
Części wsiKępa, Trzciągowo, Zalesie